# Paul Cattermole
Pour les articles homonymes, voir Cattermole.
Paul Cattermole, né le 7 mars 1977 à St Albans dans l'Hertfordshire et mort à Wareham le 6 avril 2023 dans le Dorset, est un chanteur et acteur britannique connu pour avoir été membre du groupe S Club 7.

## Biographie

### Jeunesse
Paul Cattermole est né à St Albans, une ville située au sud du Hertfordshire en Angleterre.
Son arrière-grand-père était le directeur des studios Abbey Road, et son grand-père était un physicien des particules nanoélectroniques. Il a une sœur et deux frères, Colin et Martin.
Il a étudié le théâtre avant de commencer sa carrière musicale.
Il a connu son premier succès lorsqu'il a décroché un rôle dans une représentation locale de West Side Story. 
Il a ensuite rejoint le National Youth Music Theatre, une organisation artistique du Royaume-Uni qui propose aux jeunes une formation préprofessionnelle et une expérience de la scène dans le domaine de la comédie musicale, c'est là où il rencontre Hannah Spearritt pour la première fois.

### Carrière
En 1998, il devient membre du groupe S Club 7 après une série d'auditions aux côtés de Jo O'Meara, Tina Barrett, Rachel Stevens, Bradley McIntosh, Hannah Spearritt et Jon Lee.
Paul décide de quitter S Club 7 en 2002 soit un an avant la séparation du groupe renommé entre-temps S Club et plus de 14 millions de disques vendus. 
Ils se séparent dans de très bonnes conditions et reste toujours amis avec les membres du groupe.
Il a pour ambition de changer de répertoire musical et de rejoindre un groupe de metal nommé Skua duquel il faisait partie lorsqu'il allait à l'école. En 2005, Paul réapparaît comme chanteur du groupe de rock Charlie Bullitt mais quitte aussi ce groupe.
En 2008, Jo O'Meara, Bradley McIntosh et Paul Cattermole annoncent qu'ils se réunissent pour faire renaître le groupe désormais S Club 3.
En 2014, le S Club 7 se reforme le temps d'une représentation pour la BBC Children in Need où ils interprètent un medley de leurs plus grands hits. 
Quelques mois après, en 2015, le groupe fait son grand retour sur scène à l'occasion d'une tournée au Royaume-Uni intitulé : Bring It All Back – 2015 Arena Tour.
Par la suite, le chanteur a occupé plusieurs emplois, dont des représentations du célèbre spectacle  The Rocky Horror Show dans lequel il jouait Eddie jusqu'à ce qu'il se blesse au dos, ce qui l'a contraint à abandonner la tournée. Il a également révélé qu'il travaillait comme "détective psychique" après avoir réalisé qu'il pouvait lire les cartes de tarot.
Février 2023, le groupe annonce qu'une tournée est prévue à l'occasion des 25 ans de S Club 7.
Celle-ci se fera sans Paul, décédé en avril 2023 des suites de problèmes cardiaques. Les membres du groupe lui dédient cette tournée appelée Good Times Tour, référence à une chanson interprétée par Paul, un hommage lui est rendu lors de chaque représentation.

### Vie privée
Paul et Hannah Spearritt se rencontrent pour la première fois en 1994 alors qu'ils étaient tous deux membres du National Youth Music Theatre, ils se retrouvent en 1998 lorsqu'ils intègrent le groupe S Club 7.
Ils se mettent en couple en 2001 et se séparent en 2006.
C'est en 2015, lors de la tournée Bring It All Back – 2015 Arena Tour qu'ils décident de se remettre ensemble avant de se quitter quelques mois plus tard.

### Mort
Le 6 avril 2023, Paul Cattermole est retrouvé mort à son domicile de Wareham.
L'autopsie révèle que la raison de son décès est due à des causes naturelles. Il est ensuite révélé, qu'il souffrait de problèmes cardiaques.
Le chanteur britannique, âgé de 46 ans, est en réalité mort d'arythmie cardiaque, d'ischémie myocardique aiguë, d'athérome coronarien sévère et d'hémorragie intraplaque, selon son certificat de décès.
Les membres du S Club 7 ont publié sur leur page Instagram un message dédié à leur camarade : Nous sommes réellement dévastés face à la mort de notre frère Paul. Il n'y a pas de mots pour décrire la profondeur de la tristesse que nous ressentons. Nous avons eu de la chance de l'avoir dans nos vies et sommes heureux d'avoir tous ces souvenirs incroyables avec lui. Il manquera à chacun d'entre nous. Nous vous demandons de respecter l'intimité de sa famille ainsi que du groupe en ces instants difficiles.
Il devait participer à une tournée anniversaire pour fêter les 25 ans du S Club 7. Cette tournée est maintenue, mais reportée à une date ultérieure.
Pour la tournée anniversaire du groupe, Jo O'Meara, Tina Barrett, Rachel Stevens, Bradley McIntosh et Jon Lee lui rendront un dernier hommage et ont choisi de la nommer Good Times Tour, pour faire référence à une chanson du même nom interprétée par Paul Cattermole.
La tournée Good Times Tour se fera sans Hannah Spearritt qui a décidé de ne pas y participer.

## Filmographie

### Série télévisée
- 1999 - 2002 : S Club 7 : Paul Cattermole

## Discographie

### Avec le S Club 7
- S Club (1999)
- 7 (2000)
- Sunshine (2001)
- Best - The Greatest Hits Of S Club 7 (2003)